# Село имени 8 Марта (Башкортостан)
Село́ и́мени 8 Ма́рта (баш. 8-се Март исемендәге ауыл) — село в Ермекеевском районе Республики Башкортостан Российской Федерации. Административный центр Восьмомартовского сельсовета.

## География

### Географическое положение
Расстояние до:
- районного центра (Ермекеево): 32 км,
- ближайшей ж/д станции (Приютово): 13 км.

## Население
| 2002 | 2009 | 2010 |
| ---- | ---- | ---- |
| 814  | ↘800 | ↘778 |